# Point d'aniline
Le point d'aniline d'un solvant est définie comme la température minimale à laquelle des volumes égaux d'aniline (C6H5NH2) et du solvant sont miscibles, c'est-à-dire forment une seule phase lors du mélange.
La valeur donne une approximation de la teneur en composés aromatiques dans le solvant, car la miscibilité de l'aniline, qui est également un composé aromatique, suggère la présence de composés similaires (c'est-à-dire aromatiques) dans le solvant. Plus le point d'aniline est bas, plus la teneur en composés aromatiques du solvant est grande.
Le point d'aniline sert d'approximation raisonnable de l'aromaticité des solvants constituées principalement d'hydrocarbures saturés (par exemple, les alcanes, les paraffines) ou de composés insaturés (principalement des aromatiques). Une fonctionnalisation chimique importante du solvant (chloration, sulfonation, etc.) peut interférer avec la mesure, en raison des modifications de la solvabilité du solvant fonctionnalisé.

## Détermination
Des volumes égaux d'aniline et de solvant sont agités en continu dans un tube à essai et chauffés jusqu'à formation d'une solution homogène. Le chauffage est arrêté et le tube est laissé refroidir. La température à laquelle les deux phases se séparent est enregistrée en tant que point aniline.